# Nationale råd (Namibia)
Det Nationale Råd for Namibia (en: National Council of Namibia) er det øverste kammer i Namibias Parlament og fungerer som en slags senat. Asser Kuveri Kapere fra SWAPO er formand for kammeret.

## Nuværende medlemmer (2004)
- SWAPO med 24 pladser
- Democratic Turnhalle Alliance (DTA) med 1 plads
- United Democratic Front (UDF) med 1 plads